# Lapara
Lapara is een geslacht van vlinders uit de familie pijlstaarten (Sphingidae).

## Soorten
- Lapara bombycoides Walker, 1856
- Lapara coniferarum (JE Smith, 1797)
- Lapara halicarnie Strecker, 1880
- Lapara phaeobrachycerous Brou, 1994

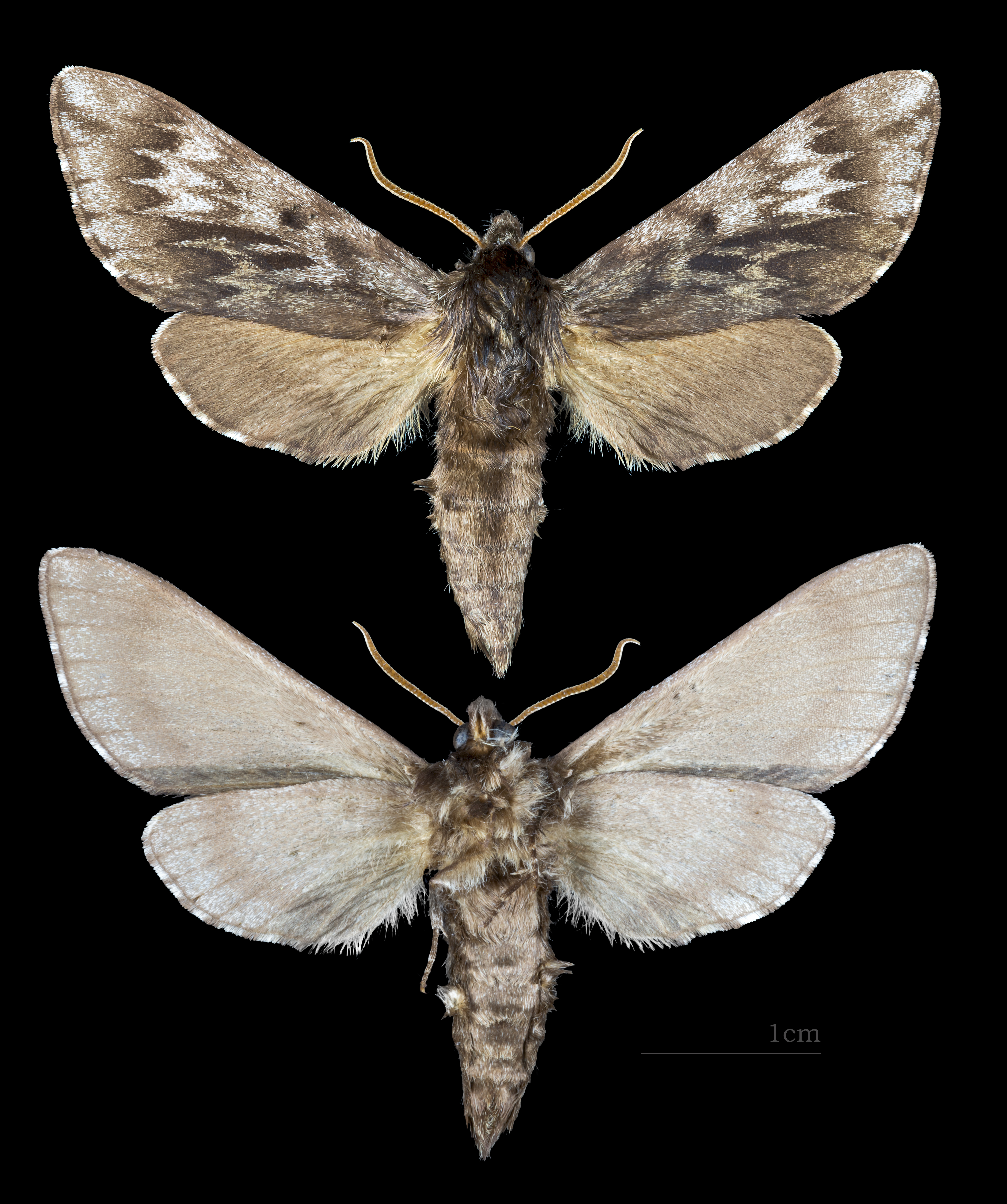
Lapara bombycoides
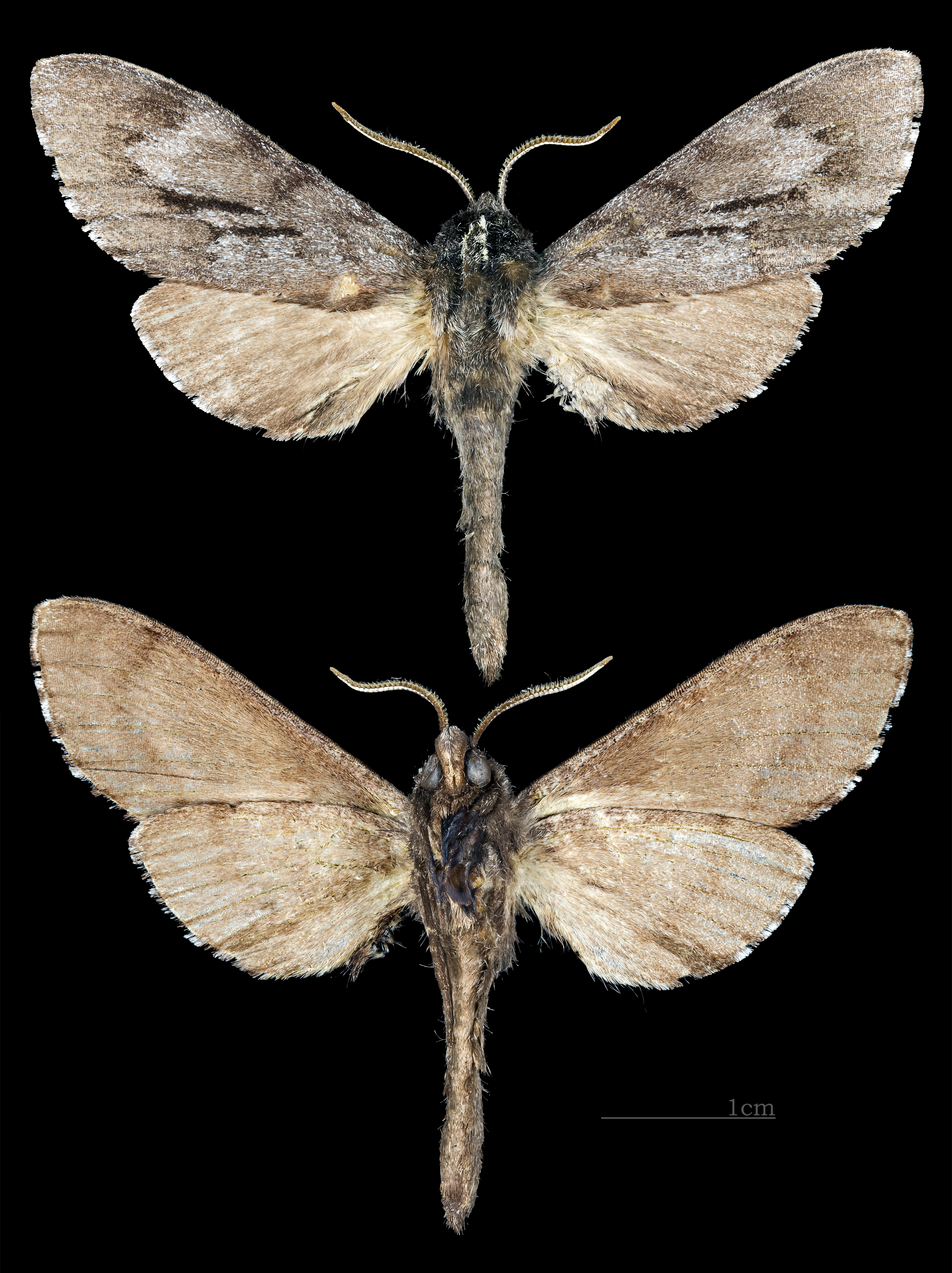
Lapara coniferarum